# Conca (Corsica)
Conca (Corsicaans: Conza) is een gemeente in het Franse departement Corse-du-Sud (regio Corsica). De gemeente telde 1.167 inwoners op 1 januari 2022.

## Geografie
De oppervlakte van Conca bedroeg op 1 januari 2022 77,96 vierkante kilometer; de bevolkingsdichtheid was toen 15 inwoners per km².
De onderstaande kaart toont de ligging van Conca met de belangrijkste infrastructuur en aangrenzende gemeenten.

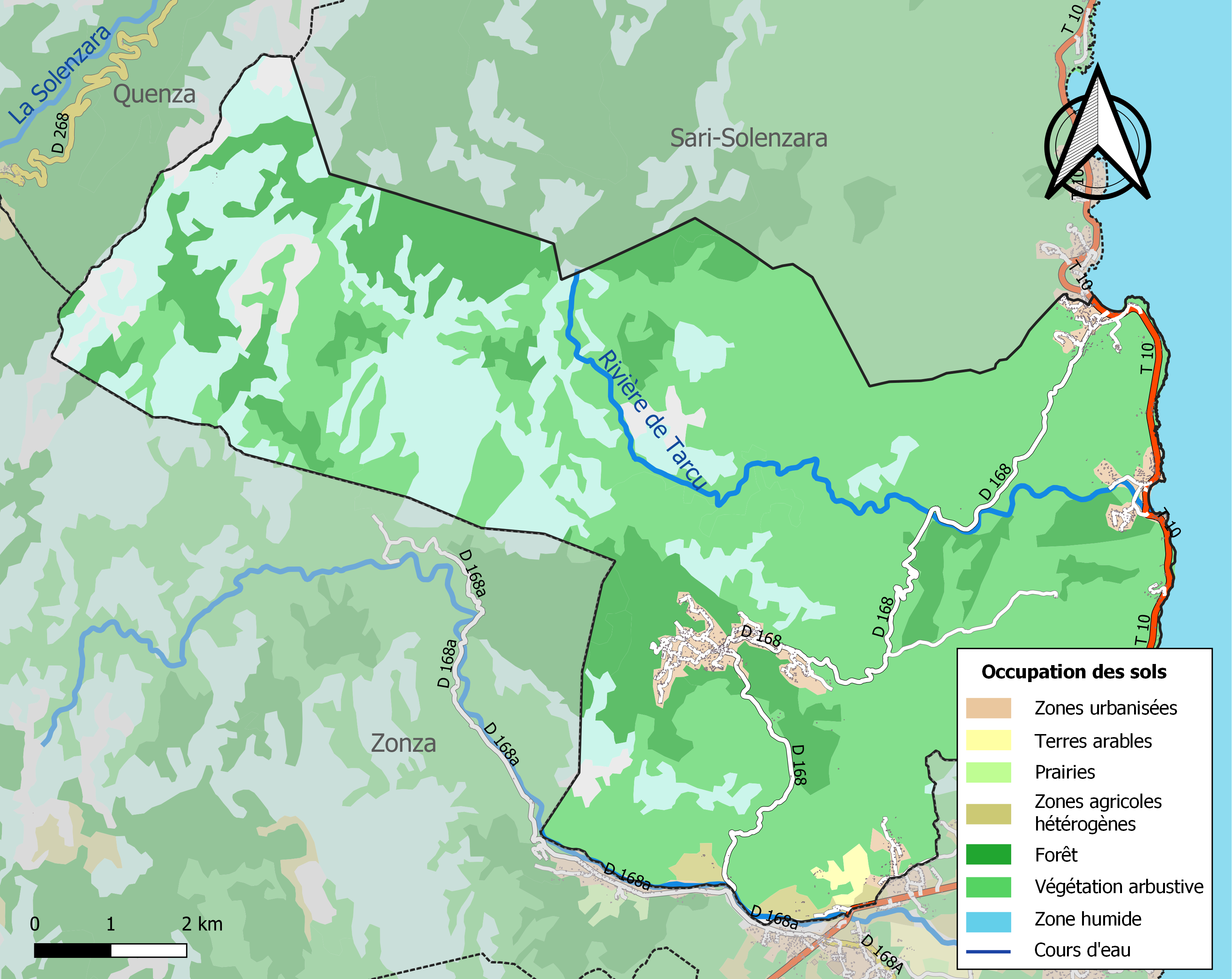

## Demografie
Onderstaande figuur toont het verloop van het inwonertal.
Vanwege een beveiligingsprobleem met de MediaWiki Graph-software is het momenteel niet mogelijk deze grafiek weer te geven. Zodra de software is bijgewerkt zal de grafiek vanzelf weer zichtbaar worden.